# پل آذر
پل آذر مربوط به دوره پهلوی است و در شهرستان سلسله، بخش مرکزی، روستای کاکارضا واقع شده و این اثر در تاریخ ۲۳ شهریور ۱۳۸۲ با شمارهٔ ثبت ۱۰۱۷۶ به‌عنوان یکی از آثار ملی ایران به ثبت رسیده است.